# Praomys coetzeei
Praomys coetzeei és una espècie de mamífer rosegador de la família dels múrids. És endèmic del nord-oest d'Angola. Té el pelatge suau. El seu hàbitat natural són els boscos, ja siguin primaris, secundaris o de galeria. L'espècie fou anomenada en honor de Neels Coetzee, «per les seves contribucions al coneixement de la fauna de mamífers de l'Àfrica Austral». Com que fou descoberta fa poc, encara no se n'ha avaluat l'estat de conservació.